# 우니베르시다드 카톨리카
CD 우니베르시다드 카톨리카(Club Deportivo Universidad Católica)는 칠레 수도 산티아고를 연고지로 하는 축구 팀이다. 이 팀은 1937년에 창단되었으며, 현재 칠레 프리메라 디비시온에 참가하고 있다.

## 선수 명단

### 현역
참고: FIFA 자격 규정에 따라 소속된 국가대표팀 국기를 표시합니다. 선수는 복수의 FIFA 비회원국 국적을 가지고 있을 수 있습니다.
| 번호 | 포지션 | 국적 | 이름 |
| ---- | ------ | ---- | ---- |

| 번호 | 포지션 | 국적 | 이름 |
| ---- | ------ | ---- | ---- |

## 역대 감독
| 감독            | 임기      |
| --------------- | --------- |
| 페르난도 리에라 | 1964~1965 |
| 페르난도 리에라 | 1968      |
| 아리에 올란     |           |

## 갤러리

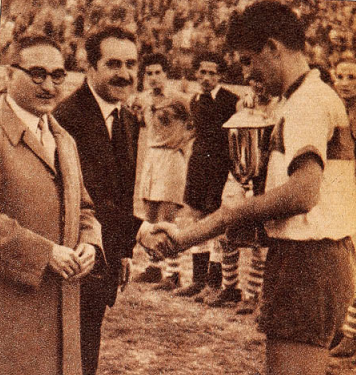
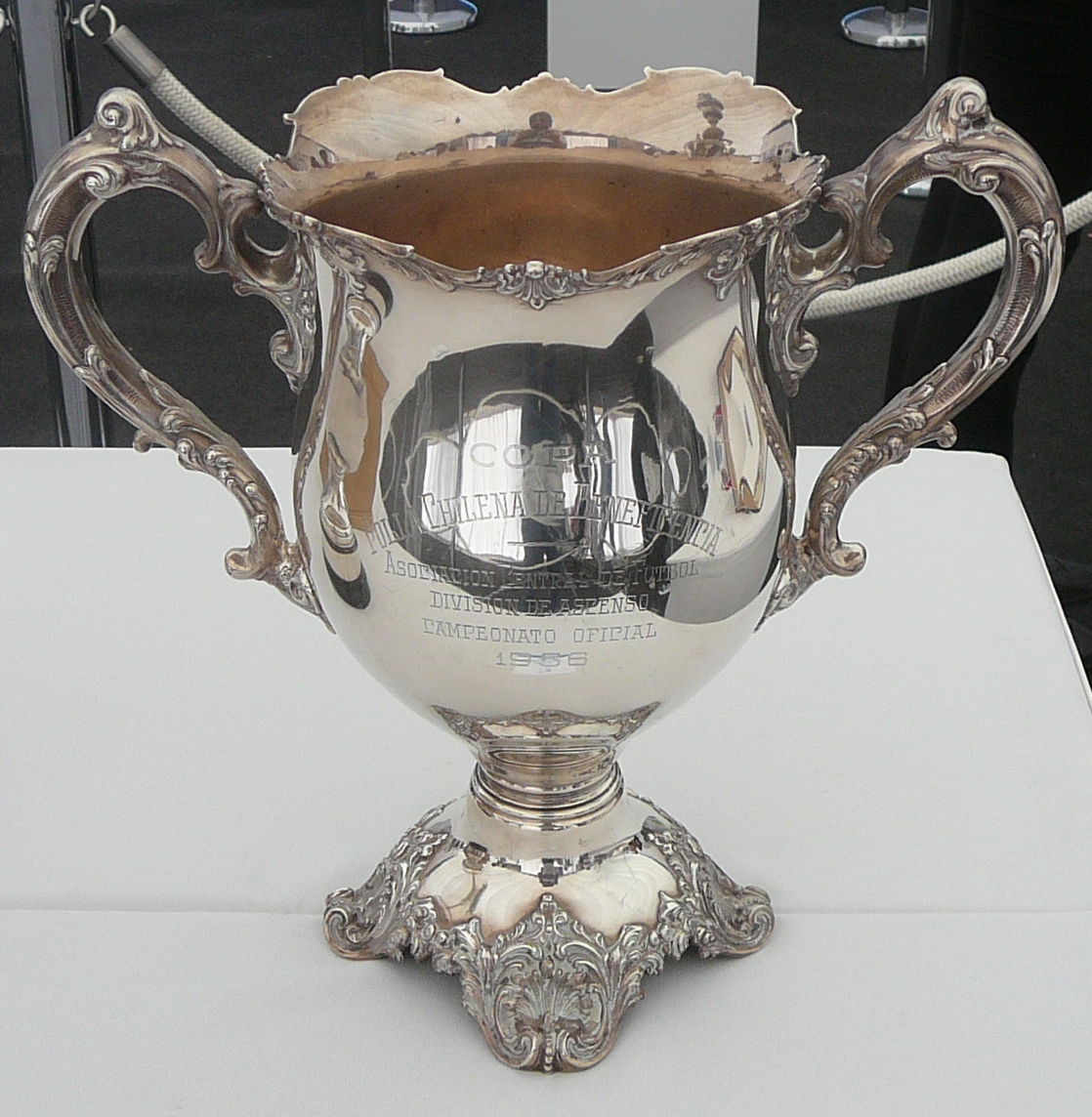
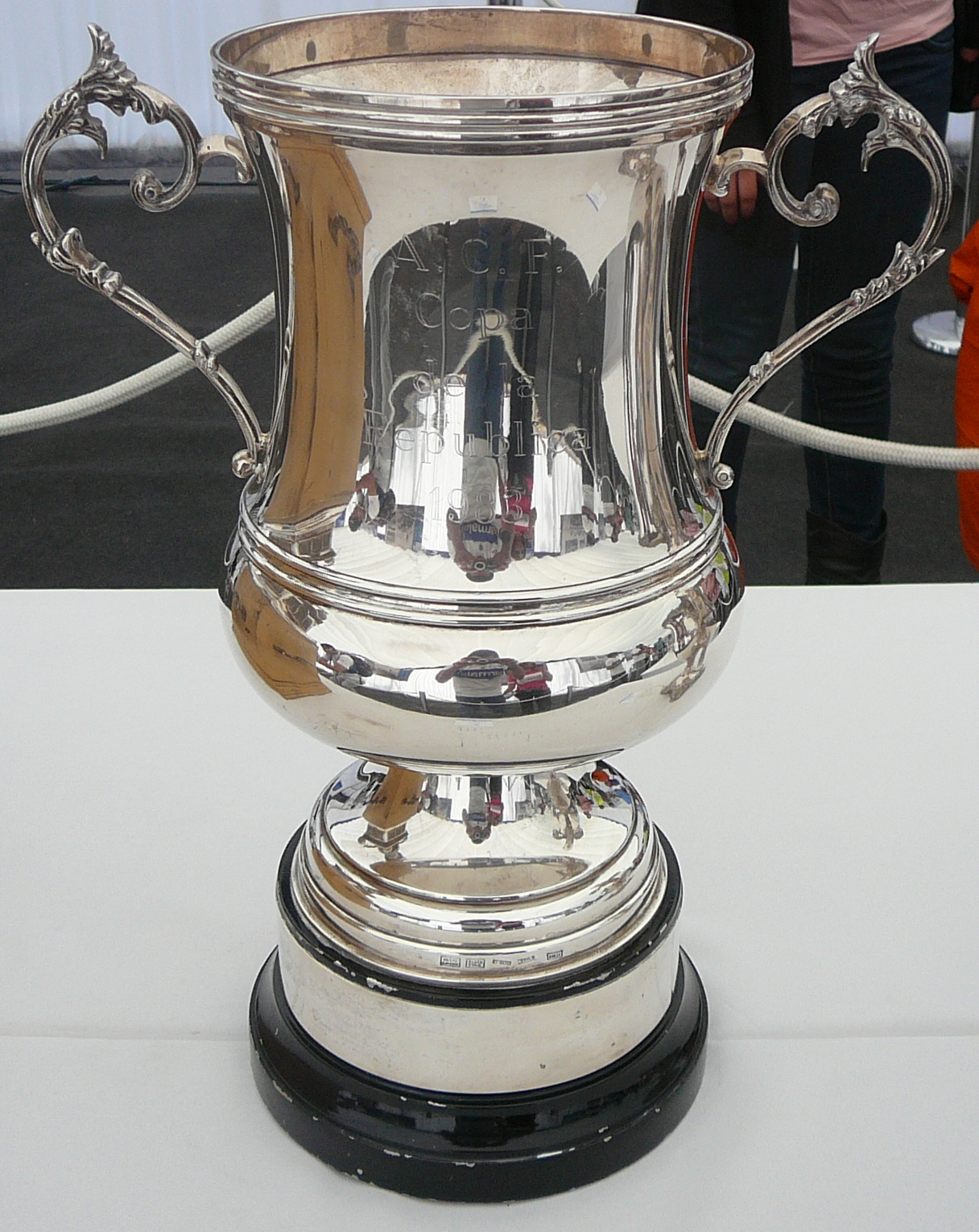
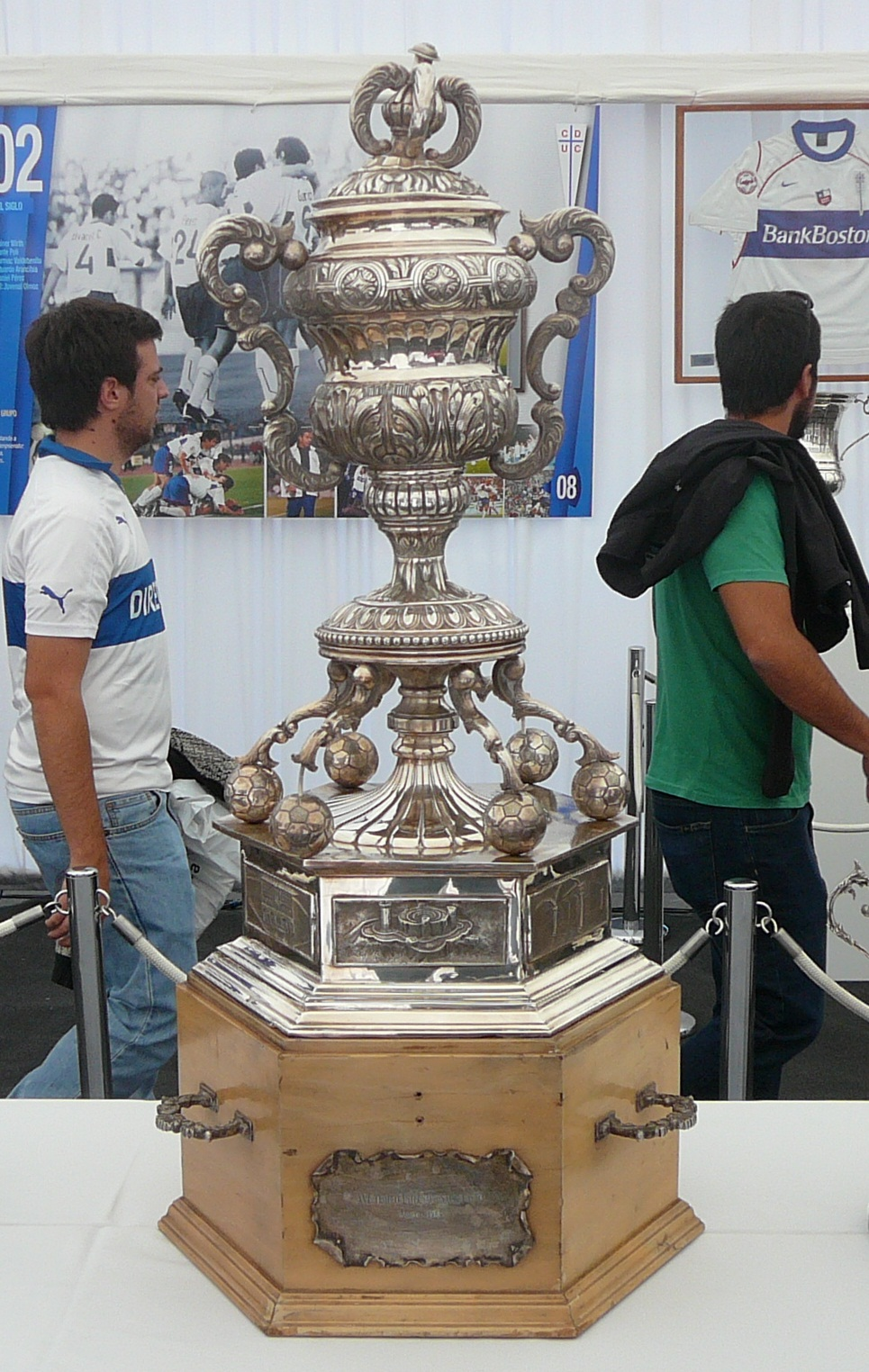
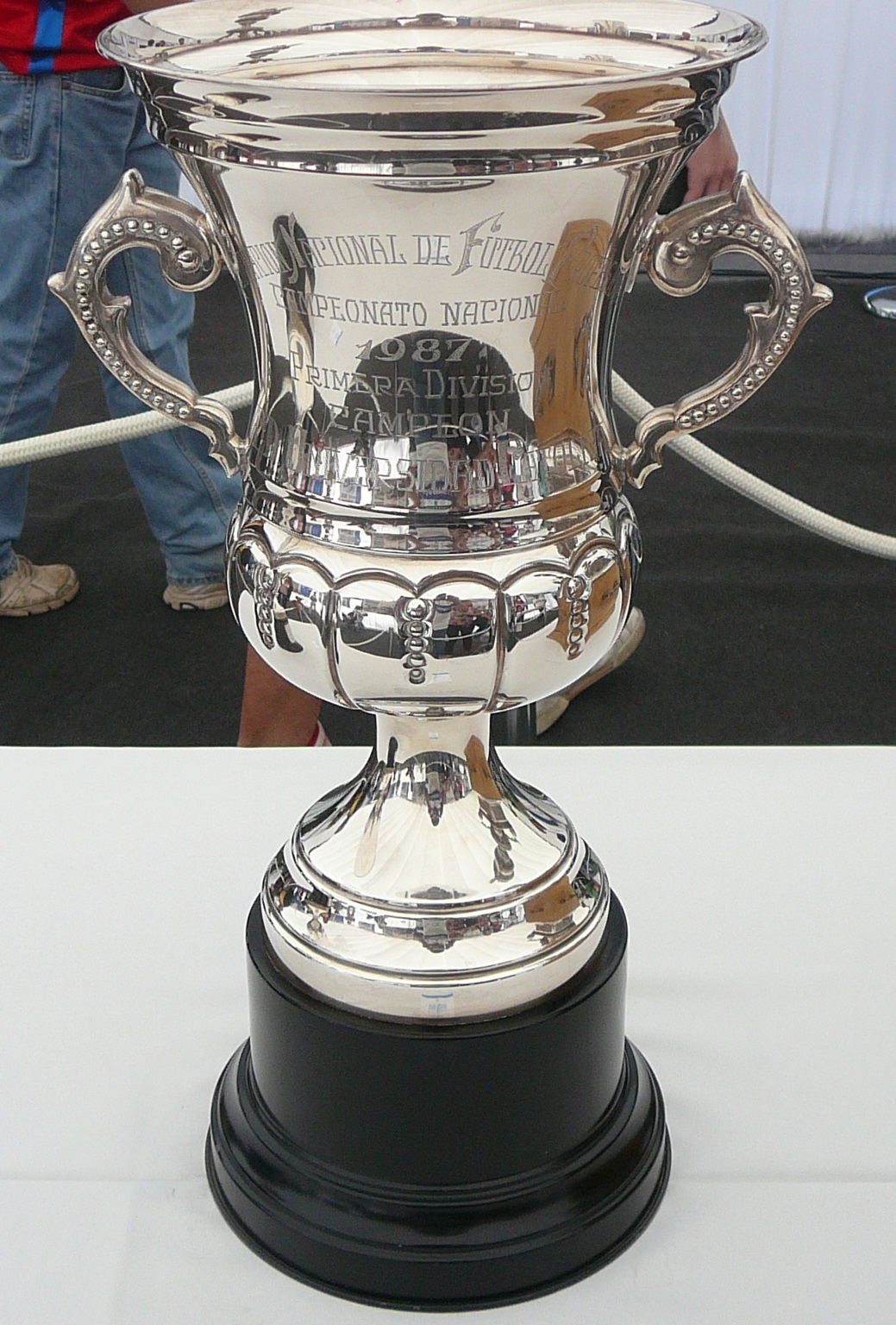
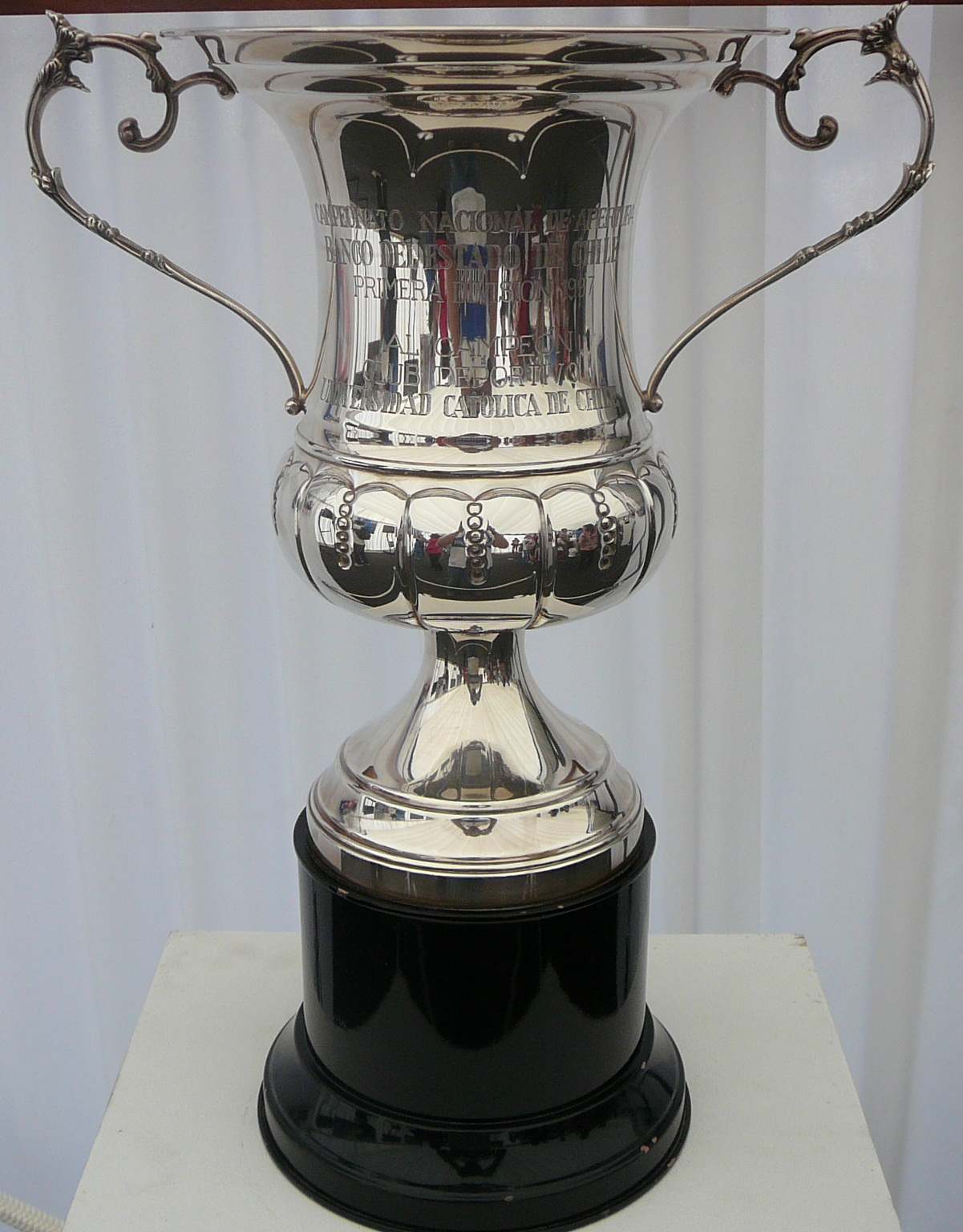
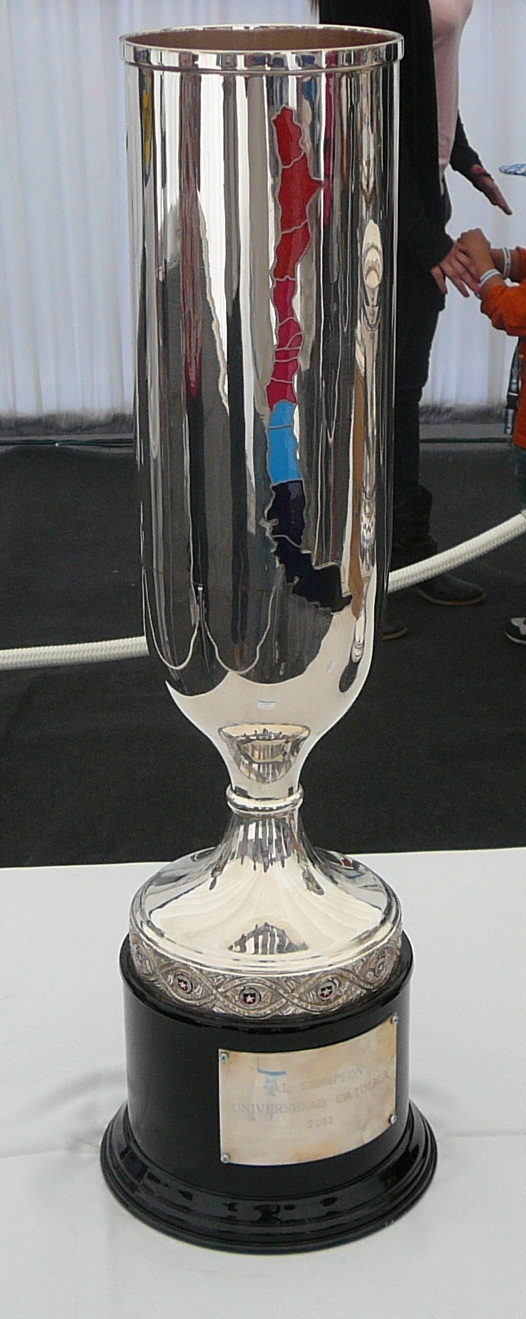
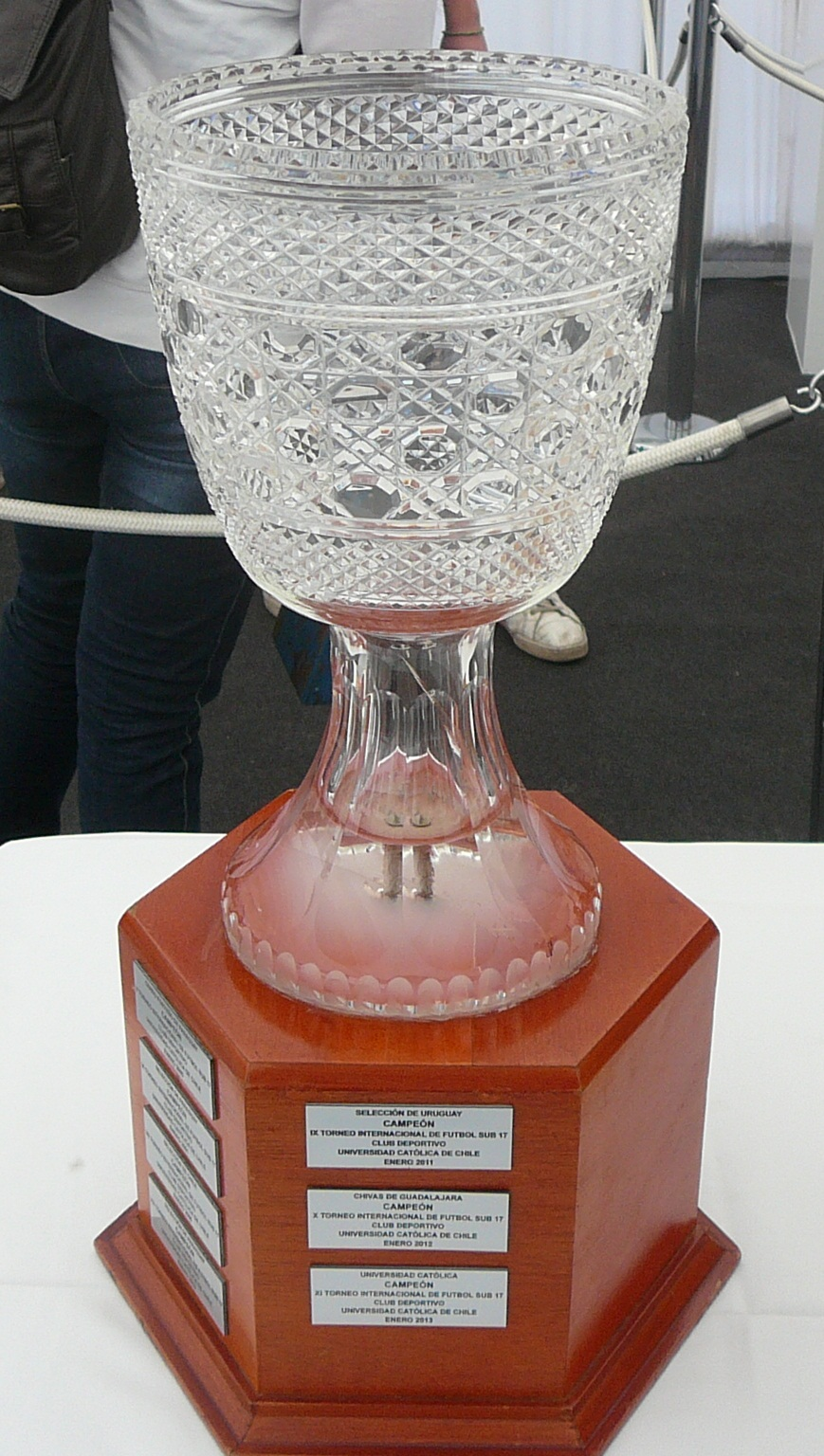
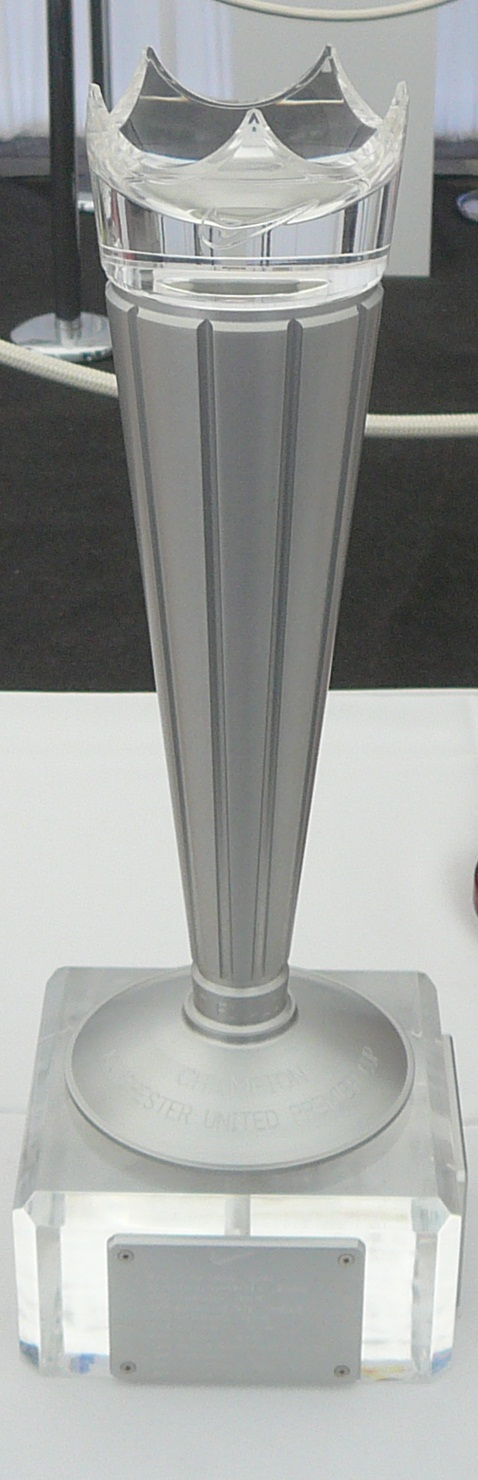
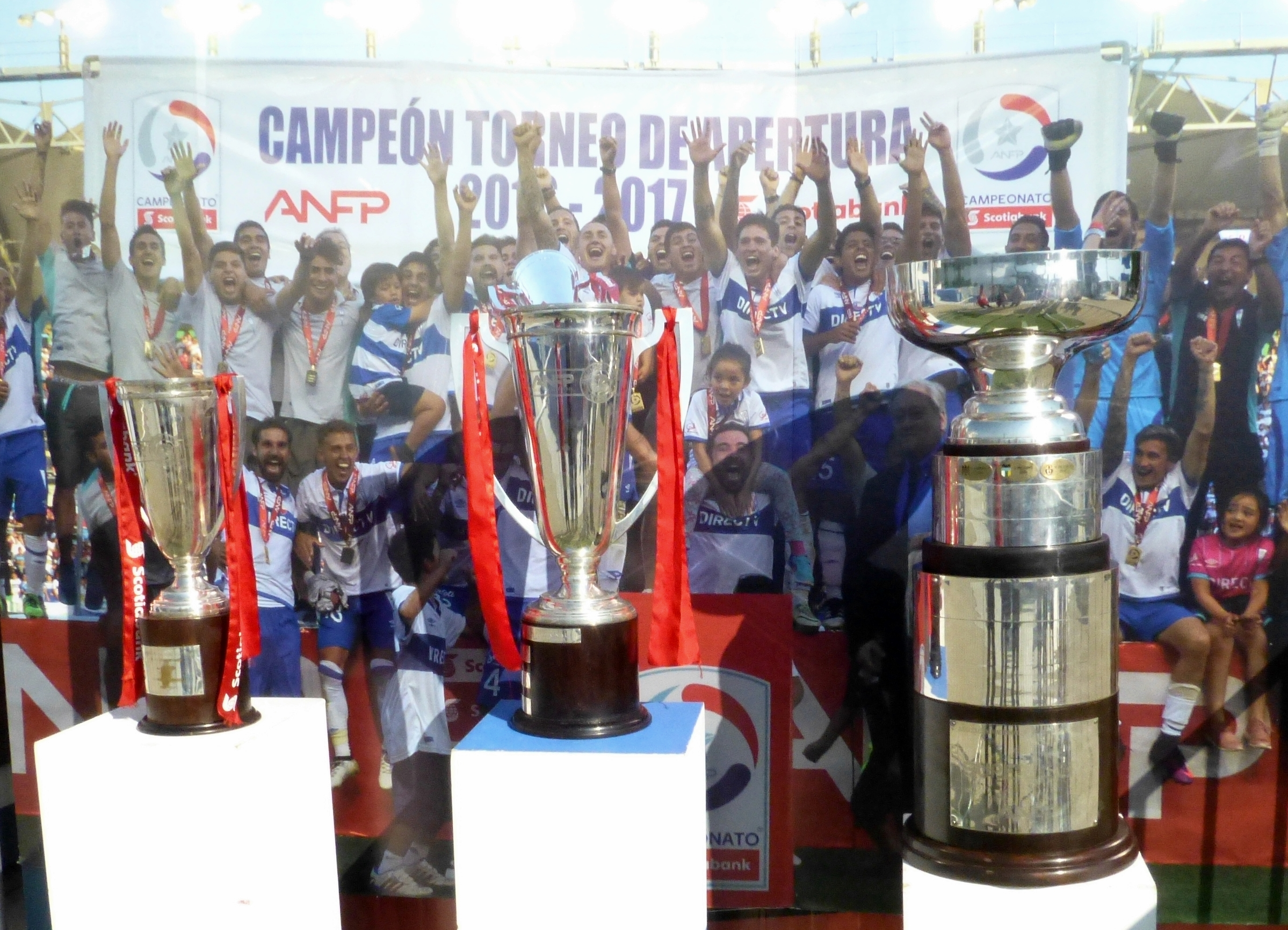

틀:우니베르시다드 카톨리카 선수 명단